# Ґжемпи
Ґжемпи (пол. Grzępy, нім. Friedrichsau) — село в Польщі, у гміні Чарнкув Чарнковсько-Тшцянецького повіту Великопольського воєводства.
Населення — 96 осіб (2011).
У 1975-1998 роках село належало до Пільського воєводства.

## Демографія
Демографічна структура станом на 31 березня 2011 року:
|          | Загалом | Допрацездатний вік | Працездатний вік | Постпрацездатний вік |
| -------- | ------- | ------------------ | ---------------- | -------------------- |
| Чоловіки | 54      | 12                 | 38               | 4                    |
| Жінки    | 42      | 8                  | 27               | 7                    |
| Разом    | 96      | 20                 | 65               | 11                   |